# سونغ ها-جين
سونغ ها-جين هو سياسي كوري جنوبي، ولد في 29 أبريل 1952 في غيمجي في كوريا الجنوبية. نشط حزبياً في الحزب الديمقراطي الكوري.